# Ханс Ерих Носак (награда)
Литературната награда „Ханс Ерих Носак“ (на немски: Hans-Erich-Nossack-Preis) е наречена на писателя Ханс Ерих Носак и се присъжда ежегодно от 1989 до 2007 г. от Културното сдружение на немската икономика към Федералния съюз на немската индустрия на писател „за цялостно творчество“.
Наградата е в размер на 10 000 €.

## Носители на наградата (подбор)
- Фридерике Майрьокер (1989)
- Гюнтер Хербургер (1992)
- Едгар Хилзенрат (1994)
- Хайнц Чеховски (1996)
- Рафик Шами (1997)
- Фолкер Браун (1998)
- Волфганг Хилбиг (1999)
- Петер Курцек (2000)
- Йорг Щайнер (2001)
- Паул Вюр (2002)
- Адолф Ендлер (2003)
- Валтер Кемповски (2005)
- Ернст-Вилхелм Хендлер (2006), Моника Ринк (поощрение)
- Елке Ерб (2007)